# 荀會
荀会（？—？），春秋时期晋国大夫。前573年，晋悼公即位，任命荀家、荀会、栾黡、韩无忌为公族大夫。晋悼公评价他“文敏”。前570年，晋悼公在鸡泽与诸侯会盟，派荀会到淮上迎接吴王寿梦，但吴王寿梦没能参加盟会。